# Squeeze (álbum)
Squeeze é o quinto e último álbum de estúdio lançado pela banda norte-americana de rock The Velvet Underground. Lançado em fevereiro de 1973 pela gravadora Polydor, não apresenta nenhum membro da era de Lou Reed além do multi-instrumentista Doug Yule, que escreveu e gravou o álbum quase inteiramente sozinho. Yule se juntou à banda antes de gravar seu terceiro álbum autointitulado, substituindo o membro fundador John Cale, contribuindo significativamente para o quarto álbum, Loaded. Após a saída dos membros fundadores restantes, Reed e Sterling Morrison, Yule assumiu o controle da banda. A baterista Maureen Tucker estava programada para aparecer no Squeeze, mas foi demitida pelo empresário da banda, Steve Sesnick.
Após uma turnê promocional para o álbum com uma banda de apoio, Yule desistiu, encerrando o Velvet Underground até a reunião do grupo para uma turnê em 1993. Squeeze não conseguiu entrar nas paradas de sucesso e rapidamente caiu no esquecimento após seu lançamento. Os críticos geralmente descartam o disco como "um álbum do Velvet Underground apenas no nome".

## Antecedentes
Em 1971, o Velvet Underground consistia em Doug Yule, Willie Alexander, Walter Powers e Maureen Tucker. Esta formação da banda excursionou pelo Reino Unido e Holanda em outubro e novembro de 1971 para divulgar seu último álbum, Loaded, que havia sido escrito e gravado quando Lou Reed estava na banda. O plano era gravar um segundo e último álbum para sua gravadora, Atlantic, mas ela perdeu a fé no projeto e decidiu lançar uma show de 1970 com Reed, Live at Max's Kansas City.

## História

### Produção
Após a turnê, o empresário da banda Steve Sesnick conseguiu um contrato de gravação com a gravadora Polydor para gravar um álbum final do Velvet Underground. Alexander, Powers e Tucker tiveram que voltar aos Estados Unidos a mando de Sesnick. Assim, embora Squeeze tenha sido lançado e divulgado nominalmente como um álbum do Velvet Underground, Yule foi o único membro a realmente se apresentar nele. Yule disse mais tarde: "Eu não acho que 'Moe' [Tucker] teria sido cara em dinheiro, mas muito cara em termos de 'gestão', o que significa que ela não aceitou muita besteira e teria levado muita 'manipulação' por parte de Sesnick." Yule também lembrou que o álbum "foi feito apenas comigo. Todas as faixas básicas foram feitas com uma bateria, Ian Paice do Deep Purple tocou a bateria. Quanta interação você pode ter quando tudo é uma guitarra ou um piano? Você pode ouvir isso, está meio morto. Acho que você ganha mais quando você tem 3 ou 4 pessoas tocando juntas, elas se alimentam umas das outras, trabalham juntas e o que sai disso, é maior."
As onze músicas que compõem Squeeze foram escritas por Yule e gravadas com a ajuda de Ian Paice, com assistência adicional ocasional de um saxofone e vocais de apoio. As canções variam do capricho dos Beatles, passando pelo pop e hard rock. Yule lembrou mais tarde: "Lembro-me de estar sentado em um avião escrevendo notas extensas sobre a mixagem do álbum. Enviei para Steve [Sesnick] e nenhuma das minhas sugestões foi aceita, tenho certeza que ele nem leu. É muito constrangedor. Dei o que tinha na época. Tem partes que odeio e partes que não. Mas se tivesse que fazer tudo de novo, seria um álbum completamente diferente, com pessoas diferentes e nada a ver com Sesnick."

### Lançamento
Squeeze foi gravado no outono de 1972 e lançado em uma parte da Europa em 1973. Nenhum single foi retirado e o álbum não entrou nas paradas de sucesso. Yule montou uma banda de apoio para fazer uma turnê pelo Reino Unido em novembro e dezembro de 1972 para promover o álbum. Após a turnê, durante a qual eles foram abandonados por Sesnick, Yule também desistiu, encerrando o Velvet Underground.

### Recepção
O status de Squeeze no cânone do Velvet Underground foi geralmente considerado duvidoso até a década de 1990. Em meados da década de 1970, a NME o reconheceu como "um álbum do Velvet Underground apenas no nome". No encarte, o crítico David Fricke não oferece nenhuma análise do álbum e o descarta como "uma vergonha para a discografia do 'V.U'". Stephen Erlewine, da AllMusic, diz que "não apenas não segue o legado da banda, mas deliberadamente coopta sua conquista – mas é audível, algo que sua reputação nunca sugere". Em março de 2012, a revista Classic Rock incluiu o álbum em 28º em sua lista dos "50 Piores Álbuns de Todos os Tempos".
Nos últimos anos, no entanto, o álbum foi revisado com críticas mais simpáticas e favoráveis. Em 2011, o escritor musical Steven Shehori incluiu Squeeze em sua série "Criminally Overlooked Albums" para o Huffington Post e, em uma longa resenha do álbum, ofereceu a seguinte avaliação positiva de Squeeze: "Se você o arrancar das algemas de sua história obscura, Squeeze é nada menos que uma experiência de audição por excelência." A banda Squeeze tirou o nome de seu título de acordo com o membro Chris Difford, que também ofereceu a seguinte opinião sobre o álbum em uma entrevista de 2012: "É um disco estranho, mas o nome veio daí, definitivamente. […] De uma forma retrospectiva eu gosto muito dele. Tem uma certa ingenuidade nisso". Em 1995, Doug Yule descreveu a gravação de Squeeze sendo "como um cego guiando outro cego, eu me guiando. Foi o que saiu disso, eu nem tenho uma cópia. Mas é uma boa lembrança para mim, e meio embaraçoso ao mesmo tempo. Eu gostaria de ter meus olhos bem abertos, mas foi bom colocar meu nome e minhas músicas lá."

## Faixas
Todas as faixas escritas e compostas por Doug Yule. 
| Lado A |                |         |  |
| N.º    | Título         | Duração |  |
| 1.     | "Little Jack"  | 3:25    |  |
| 2.     | "Crash"        | 1:21    |  |
| 3.     | "Caroline"     | 2:34    |  |
| 4.     | "Mean Old Man" | 2:52    |  |
| 5.     | "Dopey Joe"    | 3:06    |  |
| 6.     | "Wordless"     | 3:00    |  |

| Lado B |                       |         |  |
| N.º    | Título                | Duração |  |
| 1.     | "She'll Make You Cry" | 2:43    |  |
| 2.     | "Friends"             | 2:37    |  |
| 3.     | "Send No Letter"      | 3:11    |  |
| 4.     | "Jack & Jane"         | 2:53    |  |
| 5.     | "Louise"              | 5:43    |  |

## Ficha técnica
The Velvet Underground
- Doug Yule – vocais principais, guitarras, teclados, baixo

Músicos adicionais
- "Malcolm" – saxofone
- Ian Paice – bateria

Produção
- Doug Yule – produtor

## Relançamentos

#### Compact Disc (CD)
Em 2012, Squeeze recebeu um lançamento em formato CD pela gravadora Kismet, especializada em reeditar álbuns subestimados de artistas relativamente desconhecidos. No CD, uma pequena quantidade de ruído pode ser ouvida, indicando que foi gravado diretamente de uma cópia original do álbum. As reedições não contêm outtakes, mas apresentam um pequeno artigo da Melody Maker, publicado originalmente em outubro de 1971. O artigo apresenta breves comentários de Doug Yule sobre a então turnê no Reino Unido que ele estava completando.